# Danielle Volle
Danielle Volle est une actrice française née le 19 avril 1937 à Paris 6e et morte le 24 novembre 2000 à  Paris 18e.

## Biographie
Vocation précoce, elle est passée par le cours Simon avant d'être admise au Conservatoire national supérieur d'art dramatique de Paris où elle obtient le 2e prix de tragédie et le 2e prix de comédie classique. Puis elle entre à la Comédie-Française de 1959 à 1963.
Danielle Volle a été très présente, dans les années 1960, 70 et 80 sur les écrans de télévision, ainsi en novembre 1973, elle était simultanément la vedette du feuilleton quotidien de la première chaîne de l'ORTF Les Mohicans de Paris tandis que sur la deuxième chaine, elle jouait dans un autre feuilleton, Ton amour et ma jeunesse. Elle participe aussi régulièrement à Au théâtre ce soir.
Entre 1977 et 1979, elle joue le rôle de Diane dans une série de comédies musicales d'Anne Revel Paris-Cabourg, Paris-Vichy, Paris-Chamonix, Paris-Porto-Vecchio.
Elle a dans une moindre mesure fait carrière au cinéma, où on la remarque dans Le Clan des Siciliens, tout en préservant une carrière théâtrale de grande qualité. Elle fut également une des grandes voix du doublage.
Elle a publié en 1990 aux Éditions Jean-Claude Lattès Mots d'amour, un recueil remarquable de lettres d’amour d’épistoliers célèbres. Cet ouvrage est épuisé chez l'éditeur mais a été réédité à compte d'auteur.
Elle meurt le 24 novembre 2000 à Paris 18e des suites d'un cancer, à l'âge de 63 ans,. Crématisée au Père-Lachaise, ses cendres sont dispersées au large des côtes bretonnes.
A été publiée en 2000 une œuvre posthume Derniers Mots d'amour, recueil de dernières lettres d'épistoliers célèbres ou non : Oscar Wilde, Jean Cocteau, Simone de Beauvoir, Gérard Philipe, Saint-Exupéry, van Gogh, etc. Ce livre est toujours disponible aux éditions Le Castor astral.

## Filmographie

### Cinéma
- 1959 : Le Mariage de Figaro de Jean Meyer : Une demoiselle d'honneur
- 1960 : La Folle Passion, court-métrage d’Annie Tresgot
- 1964 : La Bonne Soupe de Robert Thomas : Janine, la fille de Marie-Paule
- 1966 : Nouveau journal d'une femme en blanc (également connu sous le titre Une femme en blanc se révolte) de Claude Autant-Lara : Claude Sauvage (rôle principal)
- 1969 : Le Clan des Siciliens d’Henri Verneuil : Monique Sartet
- 1970 : Le Revolver et la Rose, court-métrage de Jean Desvilles
- 1970 : On n'échappe jamais de Pierre Lary :
- 1978 : Attention, les enfants regardent de Serge Leroy : la mère
- 1987 : Lévy et Goliath de Gérard Oury

### Télévision
- 1961 : La Reine Margot de René Lucot Henriette de Nevers
- 1961 : Marceau ou les enfants de la république de René Lucot Geneviève
- 1962 : Le Sexe faible de Lazare Iglesis : Lili
- 1965 : Goetz von Berlichingen de Jean-Paul Carrère : Elisabeth
- 1964-1965 : Les Diamants de Palinos d'André Pergament Virginie
- 1966 : L'Aiglon de Pierre Badel : L'archiduchesse
- 1968 : Le Comte Yoster a bien l'honneur (épisode : Hinter den Kulissen) : Anna d'Amelio
- 1968 : Vive la vie série de Joseph Drimal Nicole
- 1969 : Marie Walewska de Henri Spade Marie Walewska
- 1970 : Vive la vie de Joseph Drimal Nicole
- 1972 : Au théâtre ce soir : Le Gendre de Monsieur Poirier de Jules Sandeau et Émile Augier, mise en scène Robert Manuel, réalisation Pierre Sabbagh, Théâtre Marigny Antoinette, marquise de Presle
- 1972 : Au théâtre ce soir : L'École des contribuables de Louis Verneuil et Georges Berr, mise en scène Robert Manuel, réalisation Pierre Sabbagh, Théâtre Marigny Juliette Valtier
- 1972.: Le Voyage de Youri
- 1973 : Au théâtre ce soir : La Venus de Milo de Jacques Deval, mise en scène Alfred Pasquali, réalisation Georges Folgoas, Théâtre Marigny Laurence
- 1973 : Le Neveu d'Amérique de Pierre Gaspard-Huit Christine Fourcaux
- 1973 : Ton amour et ma jeunesse d'Alain Dhenault : Hélène Rougères
- 1973 : Les Mohicans de Paris (d'Alexandre Dumas), de Gilles Grangier Hortense Fréval
- 1973 : Les Calendriers de l'histoire de Roland-Bernard : Hortense Schneider
- 1974 : Au théâtre ce soir : Ô mes aïeux ! de José-André Lacour, mise en scène Robert Manuel, réalisation Georges Folgoas, Théâtre Marigny Jicky Mestre
- 1974 : Au théâtre ce soir : Les Voyageurs égarés de Guillaume Hanoteau, mise en scène Michel Roux, réalisation Georges Folgoas, Théâtre Marigny Agathe
- 1974 : Samsoën ou la Désespérance de Jean Kerchbron Léa
- 1975 : Typhelle et Tourteron de Louis Grospierre Anne
- 1975 : Salvator et les Mohicans de Paris (d'Alexandre Dumas) de Bernard Borderie Hortense Fréval
- 1976 : Erreurs judiciaires : Un inculpé involontaire série télévisée Monique Villiers
- 1976 : Au théâtre ce soir : Le Pirate de Raymond Castans, mise en scène Jacques Sereys, réalisation Pierre Sabbagh, théâtre Édouard VII Élisabeth
- 1976 : Au théâtre ce soir : Attends-moi pour commencer de Joyce Rayburn, adaptation Jean Marsan, mise en scène Michel Roux, réalisation Pierre Sabbagh, théâtre Édouard VII Viviane
- 1977 : Histoire d'une salamandre de Robert Guez : Claudia Dulac Garancy
- 1977 : Paris-Cabourg d'Anne Revel Diane
- 1977 : Au théâtre ce soir : La Femme de ma vie de Louis Verneuil, mise en scène Michel Roux, réalisation Pierre Sabbagh, Théâtre Marigny Suzanne
- 1979 : Paris-Vichy d'Anne Revel Diane
- 1979 : Paris-Chamonix d'Anne Revel Diane
- 1979 : L'Hôtel du libre échange (fil, 1979)|L'Hôtel du libre-échange de Guy Séligmann d'après la pièce de Georges Feydeau Marcelle
- 1980 : Cabrioles de Yves-André Hubert Claire
- 1980 : Au théâtre ce soir : Ninotchka de Melchior Lengyel, adaptation Marc-Gilbert Sauvajon, mise en scène Jacques Ardouin, réalisation Pierre Sabbagh, Théâtre Marigny Ninotchka
- 1981 : Paris-Porto-Vecchio d'Anne Revel Diane
- 1982 : Der schwarze Bumerang (de) de Wolf Dietrich (de) et George Miller Helen Lester
- 1983 : Histoire d'une Salamandre d'après Catherine Paysan (rôle-titre)
- 1983 : Paris-Madagascar d’Anne Revel Bertrand « Diane »
- 1984 : Les Amours des années 50 de Josée Dayan (épisode : Les autres jours)
- 1986 : L'Affaire Marie Besnard d'Yves-André Hubert Maître Favreau-Colombier
- 1986 : La Griffe du destin de Douglas Hickox : Aunt Louise
- 1986 : La Méthode rose de Claude de Givray Solange
- 1988 : Kean de Pierre Badel : Amy
- 1989 : Un français libre de Jim Goddard : Françoise Bonnet
- 1990 : Le Mari de l'ambassadeur de François Velle Evangéline

## Théâtre
- 1959 : Un caprice d'Alfred de Musset, mise en scène Maurice Escande, Comédie-Française (Mathilde)
- 1959 : Le Cid de Corneille, Comédie-Française (l'Infante)
- 1960 : Le Cardinal d'Espagne d'Henry de Montherlant, mise en scène Jean Mercure, Comédie-Française
- 1960 : Le Jeu de l'Amour et du hasard de Marivaux Comédie-Française (Sylvia)
- 1960 : Bataille de dames de Eugène Scribe et Ernest Legouvé, Comédie-Française (Léonie)
- 1960 : L'Avare de Molière, Comédie-Française (Élise)
- 1961 : On ne badine pas avec l'amour de Alfred de Musset Comédie-Française (Camille)
- 1961 : Andromaque de Racine, mise en scène Raymond Gérôme, Festival de Bellac
- 1961 : Une visite de noces d'Alexandre Dumas fils, mise en scène Raymond Gérôme, Comédie-Française (Fernande)
- 1962 : La Troupe du Roy, Hommage à Molière, mise en scène Paul-Émile Deiber, Comédie-Française
- 1962 : Le Menteur de Corneille, mise en scène Jacques Charon, Comédie-Française
- 1962 : L'École de la Médisance de Sheridan, Comédie-Française, (Maria)
- 1962 : La Fourmi dans le corps de Jacques Audiberti, mise en scène André Barsacq, Comédie-Française
- 1963 : Le Fil rouge d'Henry Denker, mise en scène Raymond Rouleau, avec Curd JürgensThéâtre du Gymnase
- 1964 : rôle d'Aricis dans Phèdre de Racine, mise en scène Raymond Gérôme, Théâtre du Gymnase, tournée
- 1965 : rôle-titre dans Alénior, mise en scène Pierre Ruegg. 45 représentations au Festival de Mézières (Suisse)
- 1967 : La Fausse Suivante de Marivaux mise en scène Georges Wilson, TNP (La comtesse)
- 1967 : Maître Puntila et son valet Matti de Bertolt Brecht, mise en scène Charles Denner. TNP. (Eva)
- 1967 : Bleus, blancs, rouges ou les libertins de Roger Planchon, mise en scène de l'auteur, Théâtre de la Cité Villeurbanne, Festival d'Avignon
- 1968 : La Moitié du plaisir de Steve Passeur, Jean Serge & Robert Chazal, mise en scène Robert Hossein, Théâtre Antoine
- 1968 : Derrière l'horizon de Eugene O'Neill, mise en scène Pierre Della Torre, théâtre de Saint-Maur-Théâtre du Val de Marne
- 1970 : Ruy Blas de Victor Hugo avec Jacques Destoop, mise en scène Julien Bertheau, Tournées théâtrales de la Région Parisienne. (La Reine)
- 1971 : Mon violoncelle pour un cheval de Victor Haïm, mise en scène André-Louis Perinetti, Festival d'Avignon
- 1972 : Richard III de William Shakespeare, mise en scène André-Louis Perinetti, Théâtre de la Cité internationale
- 1975 : Les Secrets de la Comédie humaine de Félicien Marceau, mise en scène Paul-Émile Deiber, Théâtre du Palais Royal
- 1975 : Napoléon III à la barre de l'histoire d'André Castelot, mise en scène Jean-Laurent Cochet, Théâtre du Palais Royal
- 1975 : Peau de vache de Pierre Barillet et Jean-Pierre Grédy, mise en scène Jacques Charon, Théâtre de la Madeleine
- 1984 : Quadrille de Sacha Guitry, avec Raymond Pellegrin, Tournées Karsenty
- 1985 : Hugo l'homme qui dérange de Claude Brulé, mise en scène Paul-Émile Deiber, Théâtre national de l'Odéon
- 1985 : Saint Escroque de Patrick Gazel, Théâtre Grévin
- 1987 : Kean de Jean-Paul Sartre d'après Alexandre Dumas, mise en scène Robert Hossein, Théâtre Marigny (Amy)
- 1988 : En urgence d'amour imaginé par Danielle Volle d'après Jean Cocteau, Théâtre de la Gaîté-Montparnasse, Festival d'Avignon
- 1996 : Rôle de Rose Mamaï dans L'Arlésienne d'Alphonse Daudet, mise en scène Jean Chollet, Festival de Mézières (Suisse)
- 1998, Danielle Volle imagine et interprète Au creux de toi, mise en scène Antonio Cauchois, en tournée et à l'Espace Acteur à Paris

## Publications
- 1996 : À tour de rôle, pièce de théâtre créée à Bougival et jouée au théâtre Fontaine à Paris
- 1997 : L'Amour Fantôme, pièce de théâtre
- 1997 : L'Amant de Juillet, pièce de théâtre
- 1990 : Mots d'Amour, recueil de correspondances. Éditions Jean Claude Lattès
- 2001 :  Derniers mots d'amour, recueil de dernières lettres. Éditions Le Castor astral. Publié à titre posthume.

## Discographie
- 1970 : Walt Disney Présente Les Contes D' Andersen Par Danielle Volle, musique de Camarata
- 1992 :  Cocteau textes dits par Danielle Volle sur une musique de Philippe Davenet
- 1999 : Contes de Grimmes racontés par Danielle Volle dans une adaptation radiophonique de Jean Naguel

## Doublage

### Cinéma
- Dianne Wiest dans :
  - Birdcage (1996) : Louise Kelley
  - Les Ensorceleuses (1998) : tante Bridget 'Jet' Owens

- 1967 : Que vienne la nuit : Lou McDowell (Faye Dunaway)
- 1969 : Les Griffes de la peur : Kassia Lancaster (Gayle Hunnicutt)
- 1972 : L'Esprit de la mort : Christina Cunningham (Jane Lapotaire)
- 1973 : Deux Hommes dans la ville : Sophie Strabliggi (Ilaria Occhini)
- 1976 : Taxi Driver : Betsy (Cybill Shepherd)
- 1977 : Le Pont de Cassandra : Jennifer Rispoli Chamberlain (Sophia Loren)
- 1977 : L'Animal : Jane Gardner (Raquel Welch)
- 1977 : Peter et Elliott le dragon : Mademoiselle Taylor (Jane Kean) (1er doublage)
- 1978 : La Grande Menace : Dr. Zonfeld (Lee Remick) (1er doublage)
- 1980 : Les Séducteurs : Maggie (Diane Crittenden)
- 1983 : Brainstorm : Karen Brace (Natalie Wood)
- 1987 : Mannequin : la mère d'Emmy[Qui ?]
- 1993 : Even Cowgirls Get the Blues : Miss Adrian (Angie Dickinson)
- 1995 : L'Ultime Souper : Le shérif Alice Stanley (Nora Dunn)
- 1997 : Le Nouvel Espion aux pattes de velours : Lizzie (Rebecca Koon)
- 1998 : Point de rupture : Mère de Jimmy (Tippi Hedren)
- 1998 : Oscar Wilde : Lady Mount-Temple (Judy Parfitt)
- 1999 : Aussi profond que l'océan : Rosie (Rose Gregorio)
- 1999 : Pecker : Joyce (Mary Kay Place)
- 2000 : Anna et le Roi : Lady Bradley (Ann Firbank)
- 2000 : Un thé avec Mussolini : Lady Hester Random (Maggie Smith)
- 2000 : Danse ta vie : Joan Miller (Elizabeth Hubbard)
- 2000 : L'Enfer du devoir : Mme Mourain (Anne Archer)

### Animation
- 1979 : Le Lion, la Sorcière blanche et l'Armoire magique : Madame Beaver
- 1980 : Capitaine Caverne série animée télévisée (40 épisodes) de Bill Hanna et Joe Barbera (Babette)
- 1980 : Dumbo ressortie du film animé de Walt Disney avec un nouveau doublage (L'une des éléphantes)
- 1982 : Les Malheurs de Heidi de Robert Taylor : Tante Deta
- 1985 : Cobra série animée télévisée  d'après le manga de Buichi Terasawa (31 épisodes)   (Armanoïde, Dominique, Catherine)
- 1986 : Lady Oscar série animée télévisée d'après le manga Lady Oscar  (Versailles no bara) de Riyoko Ikeda (Marie-Thérèse)
- 2000 : Chicken Run de Nick Park et Peter Lord : Madame Tweedy (Doublage pour la télévision)

### Télévision

#### Séries télévisées
- Gaby Dohm dans :
  - La Clinique de la Forêt-Noire : Christa
  - Siska : Karin Fink
- 1975 : Columbo : Le sergent Leftkowitz (Francine York)
- 1977 : La Petite Maison dans la prairie : Grace Snider (Bonnie Bartlett)
- 1979 : Hunter : Marty Shaw (Linda Evans)
- 1980 : Embarquement immédiat : Marcy Bowers (Pat Klous)
- 1981 : Dallas : Kimberly Cryder (Leigh Taylor-Young)
- 1985 : Aline et Cathy : Aline 'Allie' Lowell (Jane Curtin)
- 1985 : Cœur de diamant : Virginia (Joana Fomm)
- 1985 : Santa Barbara : Eden Capwell Castillo (Marcy Walker)
- 1996 : Poltergeist : Les Aventuriers du surnaturel : Jessica Lansing (Crystal Chappell)
- 1997-2000 : Ally McBeal : Jennifer « Frimousse » Cone (Dyan Cannon)
- 1999 : Sabrina, l'apprentie sorcière : Tante Vesta (Raquel Welch)
- 2000 : New York, unité spéciale : Regina Mulroney (Jane Alexander)

#### Téléfilms
- 1976 : L'Enfant bulle : Mickey Lubitch (Diana Hyland)
- 1996 : Détournement du bus CX-17 : Lt. Kathy Leone (Marcy Walker)
- 1997 : La Seconde Guerre de Sécession : Helena Newman (Joanna Cassidy)
- 2000 : Drôles d'espionnes : Gloria Shaeffer (Dyan Cannon)